# Кетрін Тізард
Кетрін Тізард (англ. Catherine Tizard; 4 квітня 1931 — 31 жовтня 2021) — новозеландський політик, перша жінка, коли-небудь призначена на посаду генерал-губернатора Нової Зеландії. Цю функцію вона виконувала у 1990—1996 роках.

## Життєпис
Вона народилася як Катерина Маклеан, в родині шотландських іммігрантів. Її чоловік Боб Тізард, політик лейбористської партії, був віце-прем'єр-міністром Нової Зеландії у 1974—1975 роках («Тізард» розлучився у 1980 році). Політичну кар'єру вона розпочала в 1971 році, коли її обрали до міської ради Окленда. Через дванадцять років, як перша жінка в історії, вона стала мером цього найбільшого міста Нової Зеландії. У той же час, у 1976—1985 роках вона з'явилася у популярному ток-шоу Beaty and the Beast.
У 1990 році, знову в якості першої жінки, вона стала генерал-губернатором Нової Зеландії. Її висунення особливо підтримували віце-прем'єр-міністр Гелен Елізабет Кларк та голова правлячої лейбористської партії Маргарет Вілсон. Таким чином обидві дами хотіли відсвяткувати сторіччя надання виборчого права новозеландським жінкам до 1993 року. Її колишнього чоловіка попросили повідомити місіс Тизард про її призначення.
Формально виконуючи найвищу функцію в країні, Тізард не завжди могла виконувати дотримуватися вимог до генерал-губернаторів про аполітичність. Знадобилася чітка позиція в передреферендумній кампанії щодо реформи виборчого законодавства у 1993 р. (проти скасування мажоритарної системи), вона також публічно критикувала функціонування служби охорони здоров'я. З іншого боку, вона наказала усунути церемоніал поклоніння губернатору, при наближенні до губернатора. Вона сказала, що «жоден з новозеландців не повинен змушувати кланятися іншому».
Після закінчення терміну повноважень вона вийшла на пенсію. У 2004 році вона підтримала створення республіки в Новій Зеландії. Вона також заявила, що як генерал-губернатор піднімала цю тему в переговорах з королевою Єлизаветою II, яка сказала їй, що вона буде поважати будь-яке рішення новозеландців у цьому питанні.